# 大崎郵便局
大崎郵便局（おおさきゆうびんきょく）は東京都品川区にある郵便局。民営化前の分類では集配普通郵便局であった。

## 概要
住所：〒141-8799 東京都品川区西五反田2-32-7

### 分室
分室はなし。以下は過去に存在した分室である。
- NTT関東病院内分室（北緯35度37分52.7秒 東経139度43分32.5秒 / 北緯35.631306度 東経139.725694度） - 品川区東五反田五丁目のNTT東日本関東病院内に立地していた。開局当時の名称は、関東逓信病院内分室であった。局番号は01299B。2014年（平成26年）に廃止。
- 荏原分室 - 1970年（昭和45年）に廃止。

## 沿革
- 1930年（昭和5年）8月26日 - 開局。
- 1956年（昭和31年）12月1日 - 荏原分室にて電話通話事務の取扱を開始[1]。
- 1957年（昭和32年）2月25日 - 荏原分室にて和文電報受付事務の取扱を開始。
- 1959年（昭和34年）10月1日 - 品川区五反田五丁目の関東逓信病院内に、関東逓信病院内分室を設置。
- 1970年（昭和45年）3月21日 - 荏原分室を廃止。
- 1982年（昭和57年）8月 - 局舎新築。
- 1994年（平成6年）7月1日 - 外国通貨の両替および旅行小切手の売買に関する業務取扱を開始。
- 1999年（平成11年）12月1日 - 同年7月の病院名の変更に伴い、関東逓信病院内分室を、NTT関東病院内分室に改称[2]。
- 2007年（平成19年）10月1日 - 民営化に伴い、併設された郵便事業大崎支店に一部業務を移管。
- 2012年（平成24年）10月1日 - 日本郵便株式会社発足に伴い、郵便事業大崎支店を大崎郵便局に統合。
- 2014年（平成26年）6月28日 - NTT関東病院内分室を廃止[3]。
- 2017年（平成29年）2月6日 - ゆうゆう窓口の24時間営業を廃止。

## 取扱内容
- 郵便、印紙、ゆうパック、内容証明
- 貯金、為替、振替、振込、国際送金、外貨両替、国債、投資信託
- 生命保険、バイク自賠責保険、自動車保険
- ゆうちょ銀行ATM
- 品川区内の一部地域（〒141-xxxx）の集配業務
- ゆうゆう窓口

## 周辺
- TOCビル
- 大崎警察署
- 立正大学
- 国道1号（第二京浜国道）
- 目黒川

## アクセス
- JR山手線、東急池上線、都営浅草線 五反田駅もしくは東急池上線 大崎広小路駅からそれぞれ徒歩約7分
- 東急目黒線 不動前駅から徒歩7分
- 東急バス 大崎郵便局前停留所下車
- 山手通り沿い